# Tamaraikulampathi
Tamaraikulam pathi es uno de los cinco Pancha pathi, lugares sagrados principales de los ayyavazhi. Hari Gopalan Citar, que escribió el Akilam, nació aquí. Se cree que una de las encarnaciones de Ayya Vaikundar vino desde el mar y decidió quedarse a meditar en este lugar. Aquí estableció su primer pathi. Los otros Panchi pathi son Swamithoppe, Ambalappathi, Mutta pathi y Vakaippathi.

## Localización
Este pathi se encuentra a 8 km al sudeste de Nagercoil, a 7 km al noroeste de Kanyakumari y a 2 km al sur de Swamithope. Dicen que Hari Gopalan fue su constructor, que realizó aquí su ritual diario, el panividai, que actualmente realiza un comité popular.